# Kladzany
Kladzany é um município da Eslováquia, situado no distrito de Vranov nad Topľou, na região de Prešov. Tem 5,36 km² de área e sua população em 2018 foi estimada em 525 habitantes.

## Demografia
| Ano:        | 1994 | 2004   | 2014   | 2024   |
| ----------- | ---- | ------ | ------ | ------ |
| Broj ljudi: | 621  | 559    | 537    | 529    |
| Razlika:    |      | -9,98% | -3,93% | -1,48% |

| Ano:               | 2023 | 2024   |
| ------------------ | ---- | ------ |
| Número de pessoas: | 531  | 529    |
| Diferença:         |      | -0,37% |